# Trogoderma grassmani
Trogoderma grassmani är en skalbaggsart som beskrevs av William James Beal 1954. Trogoderma grassmani ingår i släktet Trogoderma och familjen ängrar. Inga underarter finns listade i Catalogue of Life.

## Bildgalleri

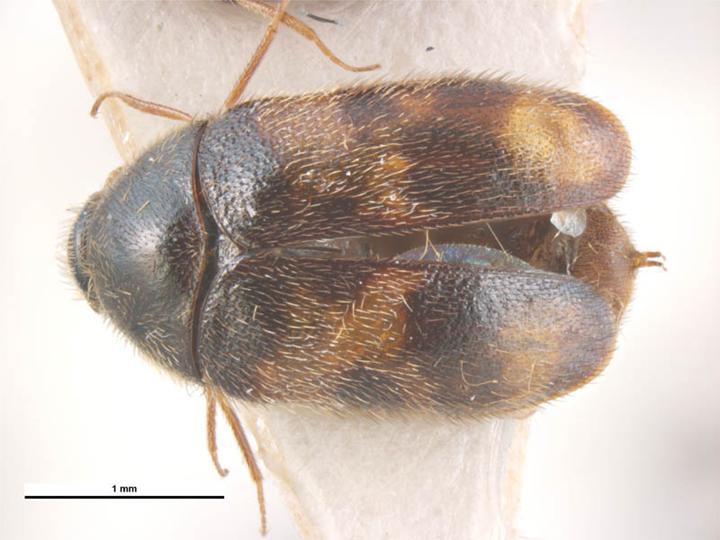